# 배잠
| 이름          | 저자                 | 권수 |
| ------------- | -------------------- | ---- |
| 사기          | 전한·사마천          | 130  |
| 한서          | 후한·반고·배인       | 100  |
| 후한서        | 유송·범엽·배송지     | 120  |
| 삼국지        | 서진·진수·배잠       | 65   |
| 진서(晉書)    | 당·방현령·배행검 등  | 130  |
| 송서          | 양·심약              | 100  |
| 남제서        | 양·소자현            | 59   |
| 양서          | 당·요사렴            | 56   |
| 진서(陳書)    | 당·요사렴            | 36   |
| 위서          | 북제·위수            | 114  |
| 북제서        | 당·이백약            | 50   |
| 주서          | 당·영호덕분 등       | 50   |
| 수서          | 당·위징 등           | 85   |
| 남사          | 당·이연수            | 80   |
| 북사          | 당·이연수            | 100  |
| 구당서        | 후진·유후 등         | 200  |
| 신당서        | 송·구양수 등         | 225  |
| 구오대사      | 송·설거정 등         | 150  |
| 신오대사      | 송·구양수            | 74   |
| 송사          | 원·토크토 등         | 496  |
| 요사          | 원·토크토 등         | 116  |
| 금사          | 원·토크토 등         | 135  |
| 원사          | 명·송렴 등           | 210  |
| 명사          | 청·장정옥 등         | 332  |
| 신원사*       | 중화민국·커샤오민 등 | 257  |
| 청사고*       | 중화민국·자오얼쑨 등 | 536  |
| v • d • e • h |                      |      |

배잠(裴潛, ? ~ 244년)은 중국 후한 말기, 삼국 시대 조위의 관료로, 자는 문행(文行)이다. 명문가인 하동 배씨(河東裴氏) 출신으로, 하동군 문희현(問喜縣) 사람이며 전농관의 천거 권한을 태수·국상과 같은 수준으로 올려, 농관(農官)의 승진 길을 넓혔다.
위왕 조예(魏王 曹叡)의 신임을 얻어 재상을 역임했고 말미에는 상국(相國)에 임명되었다.
위나라에 큰 영향을 끼친 문학가이며 진수(陳壽)의 정사 삼국지(正史 三國志)를 편찬한 조위의 정통 역사가로 알려져 있다.
대진(大晉) 상서령(尙書令) 배수(裴秀)의 아버지다.

## 행적
후한 말기의 전란을 피해 형주로 갔다. 유표는 빈객의 예로써 대우했다. 배잠은 친교를 맺은 왕찬·사마지에게 말했다. 
| “ | 유표는 패왕(霸王)의 재목이 아닌데, 서백(西伯: 주문왕)으로 자처하려고 하니, 그의 멸망은 멀지 않았습니다. | ” |

그리고 남쪽 장사로 갔다. 건안 13년(208년), 조조는 형주를 평정한 후, 배잠을 참승상군사(參丞相軍事)로 임명했다. 배잠은 지방으로 나가 세 현의 현령을 역임했으며, 중앙으로 들어와 창조속(倉曹屬)으로 임명되었다.
조조가 배잠에게 물었다. 
| “ | 경은 이전에 유비와 함께 형주에 있었소. 그대는 유비의 재략이 어떻다고 생각하시오? | ” |

배잠이 말했다.
| “ | 그가 중원(中原)에 있으면, 민심이 흩어져 혼란만 가중시킬 뿐 통치할 수는 없을 것입니다. 그러나 그가 변방을 차지한다면, 한 지역의 군주 노릇은 톡톡히 할 것입니다. | ” |

건안 20년(215년), 대군이 크게 소란했으므로 배잠을 대군태수로 임명했다. 오환왕과 그 대인(大人) 세 명은 각자 선우라고 칭하고, 대군의 정사에 간섭하였다. 전임 태수가 그들을 바르게 다스릴 수 없었으므로, 조조는 배잠에게 정예병을 주어서 그들을 진무하고 토벌하게 하려고 했다. 배잠이 사양하며 말했다. 
| “ | 대군의 호구 수는 많고, 병사와 전쟁용 말은 항상 만여 필을 헤아립니다. 선우는 스스로 방종하게 지낸 시간이 오래되었음을 알고 내심 매우 불안해하고 있을 것입니다. 지금 병사를 이끌고 가서 그들을 토벌한다면, 반드시 두려워하며 경내에서 항거할 것이고, 소수의 장수는 꺼리지 않을 것입니다. 응당 계획을 짜서 그들에게 대응해야지, 군대로 위협할 수는 없습니다. | ” |

그리고는 수레 한 채를 타고 대군으로 부임하니, 선우들은 놀라며 기뻐했다. 배잠은 그들을 위로하고 진정시켰다. 선우 이하는 모자를 벗고 얼굴을 땅으로 향하고, 전후로 하여 약탈했던 부녀자, 기계, 그릇, 재물을 모두 돌려주었다. 배잠은 군내의 대관중 선우와 결탁한 군 내의 대관인 학온(郝溫)·곽단(郭端) 등 10여 명을 주살하였다. 북쪽 변방은 크게 떨었고 백성들은 그에게 귀의하였다. 대군에서 3년 재직하고, 건안 23년(218년), 중앙으로 돌아와 승상이조연(丞相理曹掾)이 되었다. 조조는 대군을 다스린 공을 칭찬하고 포상했다. 배잠이 말했다. 
| “ | 신(臣) 배잠은 백성들에게는 비록 관대하지만, 오랑캐들에게는 매우 엄합니다. 지금 후임자는 반드시 제 법령이 너무 엄하고, 정사는 너무 온화하다고 생각할 것입니다. 오랑캐는 평상시 오만하고 방자하여 지나치게 간대(懇待)하면 반드시 흩어지게 되고, 또 이미 흐트러지고 나서 그들을 법률로써 규제하려고 하면, 이것은 투쟁을 낳게 되는 원인이 됩니다. 형세에 근거하여 추측하면, 대군은 반드시 또 반란을 일으킬 것입니다. | ” |

조조는 배잠을 너무 일찍 중앙으로 소환한 것을 깊이 후회했다. 그 후 수십 일이 지나자 선우 세 명이 반란을 일으켰다는 소식이 전해졌다. 그래서 언릉후(鄢陵侯) 조창을 효기장군으로 임명하여 보내 그들을 정벌하도록 했다. 배잠은 지방으로 나가 패상이 되었다가 연주자사로 승진했다. 건안 24년(219년), 당시 번성이 위급해져 조서로써 예주자사 여공(呂貢)과 함께 부름을 받았는데, 느긋하게 가다가 양주자사 온회의 충고를 받고, 군용물자를 남겨놓고 가벼운 복장으로 바꾸고 빨리 출발하였는데, 과연 재촉하라는 명령을 받았다. 조조는 마피(摩陂)에 주둔하였을 때, 배잠이 다스리는 군의 질서정연한 모습에 감탄하여 특별히 상을 내렸다. 황초 원년(220년), 문제가 제위에 오르자, 중앙으로 들어가 산기상시(散騎常侍)가 되었다. 지방으로 나가 위군ㆍ영천의 전농중랑장(典農中郎將)이 되었고, 군국과 같이 태수·국상과 같은 인재 천거의 길을 열어달라고 주청하였으며, 이로부터 농업관리가 벼슬에 나갈 길이 넓어졌다. 형주자사로 승진하였으며, 관내후의 작위를 받았다. 명제가 즉위하자, 중앙에 들어가 상서(尙書)가 되었다. 지방으로 나와서는 하남윤이 되었고, 태위군사(太尉軍師)ㆍ대사농으로 전임되었으며, 청양정후(淸陽亭侯)로 봉해졌고, 식읍 2백 호가 증가했다. 중앙으로 들어와 상서령(尙書令)이 되어 직무의 구분을 바르게 하고, 명실(名實)ㆍ품평ㆍ정책을 내었을 때 관소에서 결정하도록 하는 150여 가지를 상주하였다. 부친이 죽은 후, 관직을 떠났고, 후에 광록대부로 임명되었다. 정시 5년(244년), 세상을 떠났는데 태상으로 추증되었고, 시호를 정후(貞侯)라고 했다. 아들 배수(裴秀)가 후사를 이었다. 검소하게 장례를 치르라고 유언하였으므로, 묘 안에는 오직 태좌(台坐) 하나와 옹기 몇 개만을 두었을 뿐이었다.

## 친척 관계

### 관련 인물
배무　배송지　배수